# Joseph Puchberger

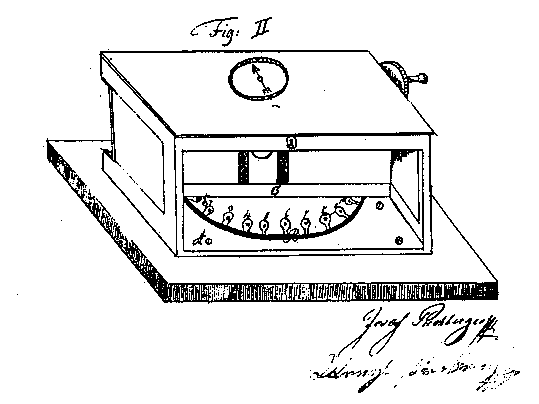
Zadní stranana panoramatického fotoaparátu na zakřivené desky Josepha Puchbergera

Joseph Puchberger byl rakouský fotograf, chemik a vynálezce. Jako jeden z prvních podal patent na panoramatickou kameru v Rakousku 16. června v roce 1843. Tento fotoaparát – pojmenovaný Ellipsen Daguerreotype – dokázal zaznamenat zorné pole s úhlem 150°, ohniskem 20,32 centimetrů na zakřivené daguerrotypické desky dlouhé 61 centimetrů. Objektiv fotoaparátu byl speciálně upraven a celý mechanismus se poháněl ruční kličkou.
Herr Puchberger s tímto fotoaparátem pořídil fotografie katedrály svatého Štěpána ve Vídni celého na šířku i na výšku včetně vrcholového kříže. Byl také používán k dokumentaci náměstí, kasáren a skupinových snímků vojáků.
Spolupracoval s optikem a mechanikem Wenzelem Prokeschem, se kterým své patenty přihlasoval.